# پاک (کشتی‌گیر)
پاک (انگلیسی: Pac؛ زادهٔ ۲۲ اوت ۱۹۸۶) کشتی‌گیر کشتی حرفه‌ای اهل بریتانیا است.